# Подглядывая за Мариной
«Подглядывая за Мариной» (итал. Spiando Marina) — итальянский художественный фильм 1992 года, эротический триллер режиссёра Серджио Мартино, выступившего здесь под сценическим псевдонимом Джордж Раминто. Съёмки фильма проводились в Аргентине.
Главные роли в этом фильме исполнили Дебора Каприольо, Стив Бонд, Шерон Туми, Леонардо Тревильо, Педро Лоэб и Раффаэлла Оффидани. Премьера фильма состоялась 21 мая 1992 года в Италии.

## Сюжет
Главный герой фильма — Марк Дерик, раньше он работал полицейским в Майами в отделе по борьбе с распространением наркотиков и был лучшим стрелком в своём отделе. Так получилось, что он связался с наркомафией и стал коррумпированным полицейским. Постепенно о его тёмных делах стало известно другим агентам. Марка уволили и возбудили против него уголовное дело.
Марку угрожало длительное тюремное заключение — 10 лет, и чтобы остаться на свободе, Марк назвал имена главарей наркомафии. Бывшего полицейского отпустили из тюрьмы, но наркоторговцы решили отомстить Марку Дерику — они взорвали его автомобиль, в результате жена и сын Марка погибли.
Марк после своего увольнения и случившейся трагедии стал наёмным убийцей. Ему поступил заказ — отправиться в Буэнос-Айрес и убить там одного из главарей мафии — того самого, который в своё время отдал приказ о взрыве машины Марка.
Марк отправляется в Аргентину под фальшивым именем Мартинес. В Буэнос-Айресе его ждёт подготовленная для него квартира, в которой Марк находит необходимое оружие, одежду и средства связи. Во время своего отдыха в квартире Марк слышит разные звуки за стенкой — крики, пение и страстные стоны.
Оказывается, в соседней квартире живёт молодая красивая девушка Марина, за которой и начинает подглядывать Марк со своего балкона. К Марине время от времени приходит мужчина, с которым она занимается сексом. Всё это видит Марк, но он предпринимает шаг к знакомству с девушкой — проходит время, и они уже хотят быть вместе. Но есть помеха — любовник Марины, который оказывается тем главарём мафии, которого искал Марк, и к тому же сутенёром, принуждавшим Марину и других девушек к занятию проституцией. Теперь Марк должен его уничтожить, и тогда они с Мариной смогут жить спокойно.

## В ролях
- Главные роли
  - Стив Бонд — Марк Дерик
  - Дебора Каприольо — Марина
  - Леонардо Тревильо — Хэнк
  - Шерон Туми — Ирэн
  - Раффаэлла Оффидани — проститутка
  - Педро Лоэб — Штайнберг
- Второстепенные роли
  - Раффаэль Мотолла — мужчина
  - Роберто Риччи — убийца из Майами
  - Мартин Кория — Индио

## Другие названия
- Оригинальное название:
  - Spiando Marina
- Русские названия:
  - Подглядывая за Мариной
  - Подсматривая за Мариной
  - Следя за Мариной
  - Слежка за Мариной
  - Улыбка лисицы
- Английские названия:
  - Foxy Lady
  - The Smile of the Fox